# Кандиль (горы)
Кандиль (курд. Çiyayên Qendîl) — горный хребет на северо-западе Ирака, на территории Иракского Курдистана. Хребет простирается вдоль иракско-турецкой и иракско-иранской границ. Горы Кандиль являются частью Загросского хребта.
Регион является очень труднодоступным, что сделало его привлекательным для членов Рабочей партии Курдистана. Турция, в которой РПК считается террористической организацией, проводила несколько шагов для устранения террористической угрозы. В июне 2018 года Турция начала в Кандиле военную операцию. За короткое время Турецкая армия углубилась в территорию Ирака на несколько десятков километров. По местам, где скрываются члены РПК, регулярно совершаются авианалёты.